# Farolas de la calle de Santa Maria
 Los faroles —también conocidos como medallones— en la calle de Santa Maria son tres luminarias modernistas de hierro forjado ubicadas en Vilafranca del Penedès, suspendidas de las fachadas del tramo comprendido entre las plazas de Sant Joan y de Santa Maria. Estas piezas forman parte del mobiliario urbano histórico de la ciudad y contribuyen de manera significativa a su imagen patrimonial.
Están formados por una estructura circular de hierro forjado, decorada con guirnaldas florales que rodean el núcleo central de luz. Los cristales son emplomados, de colores, y están decorados con motivos florales y escudos. Cada medallón presenta tres puntos de luz: uno en el centro y dos en los extremos de la estructura, terminados en globo, y están coronados por un lazo ornamental. Son suspendidos mediante dos cadenas de sujeción y se ubican en los extremos y en el centro de la calle.
El estilo, los materiales utilizados y su rica ornamentación son característicos del modernismo catalán.  
El encargo de las piezas fue promovido por el canónigo Dr. Lluís Urpí. La ejecución material se llevó a cabo en el taller del herrero vilafranqués Melchor Baltà Capdevila, miembro de una reconocida familia de cerrajeros locales.

## Galería de imágenes

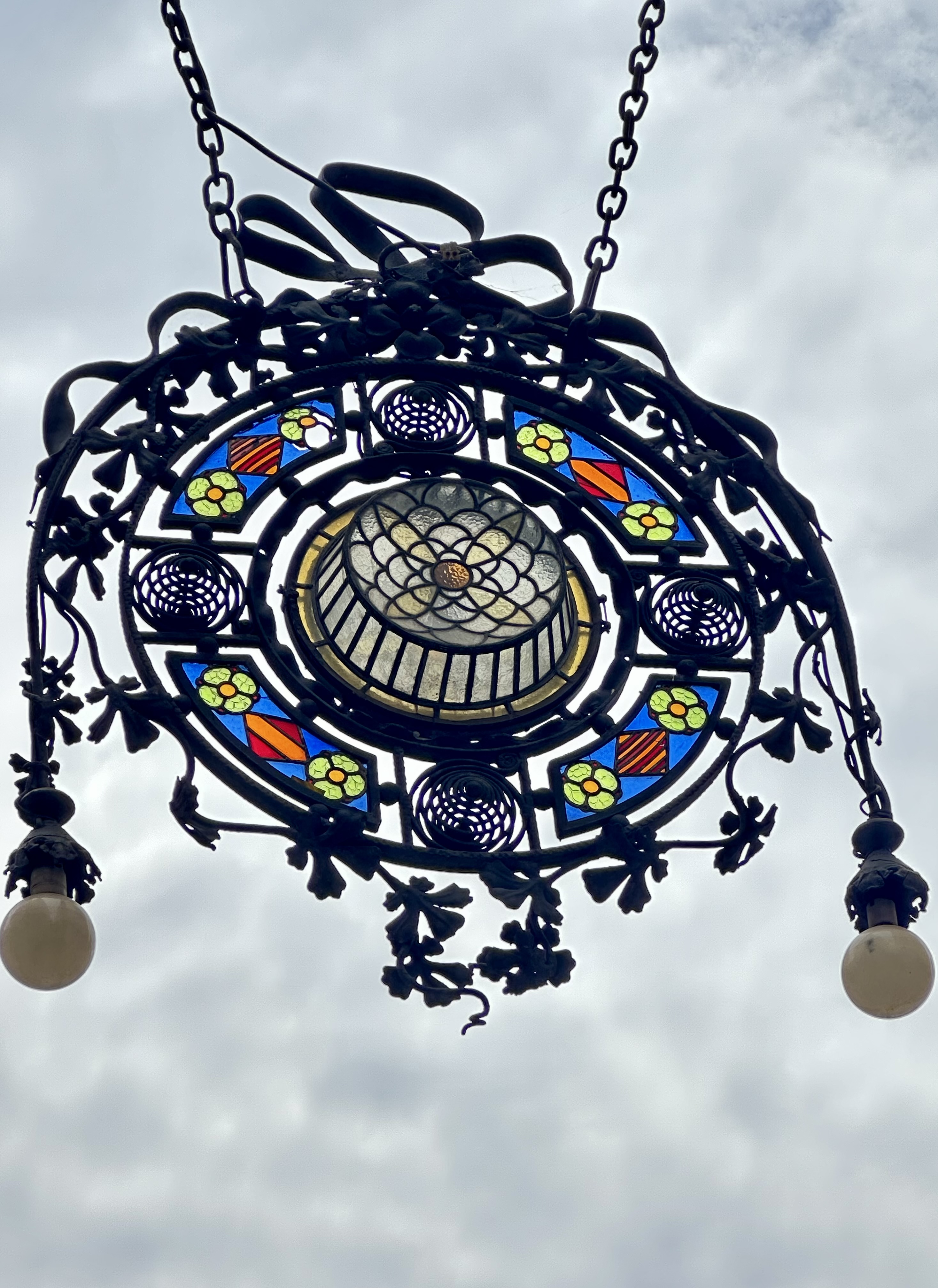
Farol de la calle Santa Maria
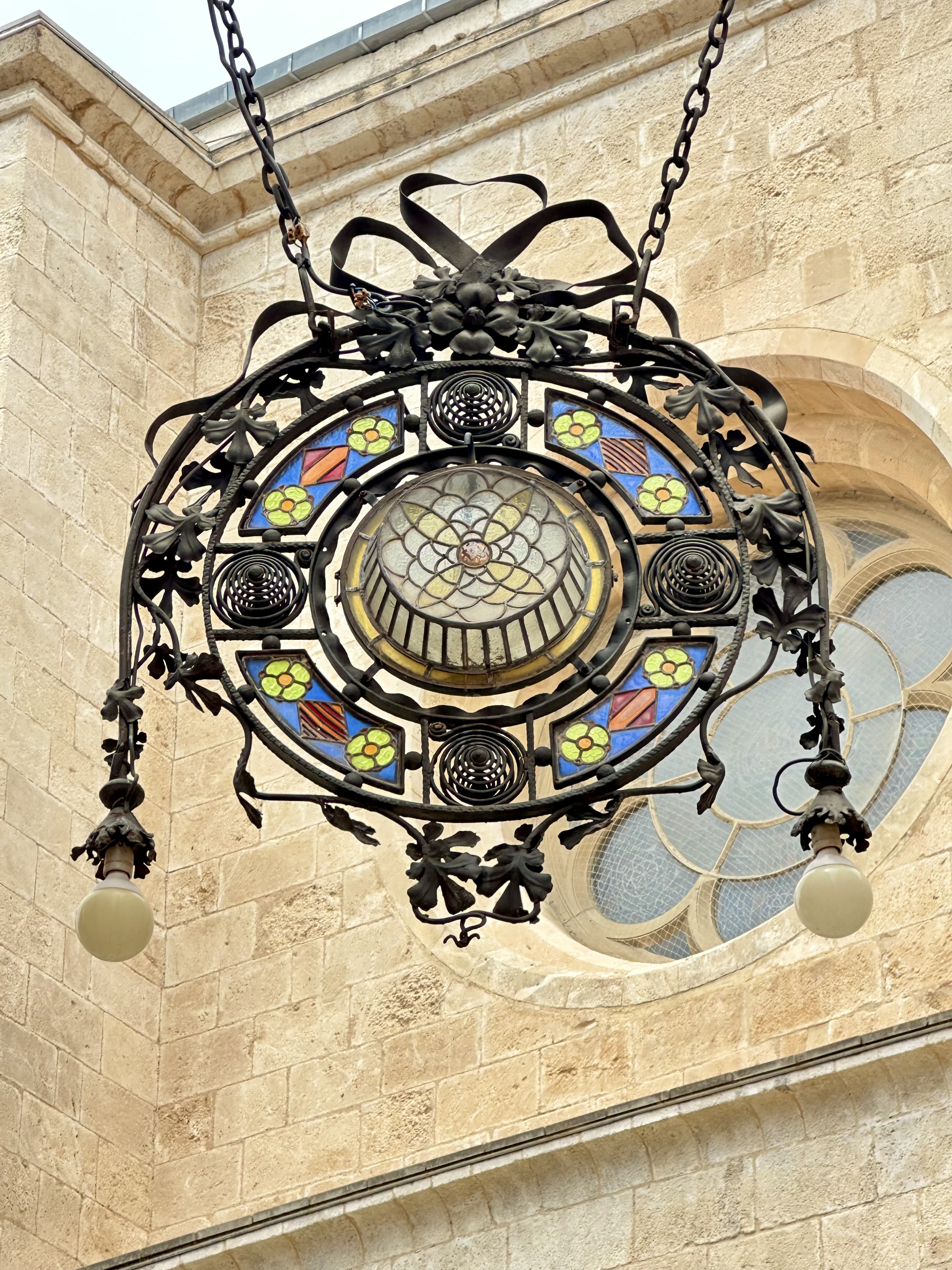
Uno de los faroles con Santa Maria al fondo

## Robo y misteriosa restitución del medallón
En diciembre de 1996, uno de los tres medallones decorativos fue robado en circunstancias poco claras. Según la crónica del momento, los ladrones se habrían aprovechado de un andamio instalado en una fachada cercana para acceder y descolgarlo.  El medallón, elaborado en hierro forjado con vidrios policromados, tenía un peso considerable, por lo que se presume que los responsables eran personas con conocimientos técnicos y experiencia. Además, en aquel momento las cadenas que sujetaban los faroles no estaban soldadas, lo que facilitó su sustracción.
Nueve años más tarde, la noche del 23 de diciembre de 2005, el medallón apareció misteriosamente apoyado en la puerta lateral de la basílica de Santa Maria. El objeto estaba limpio y en perfecto estado de conservación.  Este inesperado regreso suscitó todo tipo de interrogantes y fue bautizado por la prensa local como el misterio de Navidad. A raíz de este suceso, el Ayuntamiento decidió soldar las cadenas de los medallones restantes para evitar futuros incidentes similares. 